# Comuna de Płośnica
Płośnica (polaco: Gmina Płośnica) é uma gminy (comuna) na Polónia, na voivodia de Vármia-Masúria e no condado de Działdowski. A sede do condado é a cidade de Płośnica.
De acordo com os censos de 2004, a comuna tem 5908 habitantes, com uma densidade 36,2 hab/km².

## Área
Estende-se por uma área de 163,09 km², incluindo:
- área agricola: 73%
- área florestal: 18%

## Demografia
Dados de 30 de Junho 2004:
|                      | Total   | Total | Mulheres | Mulheres | Homens  | Homens |
| -------------------- | ------- | ----- | -------- | -------- | ------- | ------ |
|                      | pessoas | %     | pessoas  | %        | pessoas | %      |
| População            | 5908    | 100   | 2984     | 50,5     | 2924    | 49,5   |
| Densidade (pop./km²) | 36,2    | 100   | 18,3     | 18,3     | 17,9    | 17,9   |

De acordo com dados de 2002, o rendimento médio per capita ascendia a 1376,53 zł.

## Subdivisões
- Gralewo, Gródki, Gruszka, Jabłonowo, Mały Łęck, Murawki, Niechłonin, Płośnica, Prioma, Przełęk Duży, Rutkowice, Skurpie, Turza Mała, Wielki Łęck, Zalesie.

## Comunas vizinhas
- Działdowo, Kuczbork-Osada, Lidzbark, Rybno